# Leo Strippelmann
Leo Balthasar Leberecht Strippelmann (* 26. Juli 1826 in Kassel; † 17. Juni 1892 in Bad Oeynhausen) war ein deutscher Montanindustrieller und Parlamentarier.

## Leben
Leo Strippelmann war der Sohn des Kurfürstlich-Hessischen Ober-Berg-Inspektors Ernst Friedrich Strippelmann (1796–1866), der sich um den Braunkohlenbergbau in Kurhessen verdient gemacht hatte. Er besuchte nach Vorbildung durch Privatlehrer das Polytechnikum in Kassel, studierte anschließend Bergbau und Hüttenwesen an der Georg-August-Universität Göttingen und der Bergakademie Freiberg. 1844 wurde er Mitglied des Corps Hasso-Nassovia Göttingen. 1847 legte Strippelmann seine erste Staatsprüfung für den höheren Staatsbergwerksdienst Kurhessens ab. 1850 wurde er dem Bergamt am Habichtswald zugewiesen und kurz darauf mit der selbstständigen Leitung des Bergbaus auf Kupferschiefer und Kupfererzgänge im Werratal und deren dokimastischen Untersuchung auf der Richelsdorfer Hütte beauftragt. 1853 wurde er beurlaubt, um bei den Von Manz’schen Eisen-, Kupfer-, Silber- und Bleiwerken in der Bukowina tätig werden zu können. Ein Jahr darauf wurde er vom Kurfürsten zum Direktor der Fürstlich Hanau’schen Eisenwerke von Horzowitz in Böhmen berufen, in welcher Position er 18 Jahre verblieb. Nach einer kurzen Tätigkeit als Zentraldirektor der Erzgebirgischen Eisen- und Stahlwerksgesellschaft in Komotau wurde er 1872 Mitbesitzer der Eisenhütte Keula bei Muskau, die vom Prinzen Friedrich der Niederlande zum Kauf angeboten worden war. Schließlich trat er in den Vorstand der Rositzer Braunkohlenwerke AG in Altenburg, dem er wiederum 18 Jahre angehörte.
Unter Strippelmanns Oberleitung fanden zahlreiche Bohrungen auf Steinkohle in Böhmen sowie auf Erdöl und Salz in Wietze-Steinförde (1875) im Landkreis Celle und im Elsass (1879) statt. 1879 erhielt er einen Ruf der Società Italiana delle Miniere Petroleifere in Mailand zur geologisch-bergmännischen Erkundung der Ölvorkommen in der Region Terra die Lavoro. 1880 wurde Strippelmann Generaldirektor der Konsolidierte Alkaliwerke AG. 1885 verlagerte er seinen Wohnsitz von Görlitz nach Berlin. Strippelmann war seit 1858 mit Marie von Schmerfeld verheiratet. Er starb am 17. Juni 1892 in Oeynhausen.
Strippelmann war der Autor verschiedener lagerstättenkundlicher und bergbautechnischer Schriften.
Von 1879 bis 1882 saß Strippelmann als Abgeordneter des Wahlkreises Liegnitz 8 (Lauban, Görlitz) im Preußischen Abgeordnetenhaus. Er gehörte der Fraktion der Freikonservativen Partei an.

## Schriften
- Die Eisenerzlagerstätten Schwedens unter besonderer Berücksichtigung des Bergreviers Norberg-Westmannland, 1873
- Süd-Russlands Magneteisenstein- und Eisenglanzlagerstätten in den Gouvernements Jekatherinosslaw und Cherson, 1873
- Die Tiefbohrtechnik im Dienste des Bergbaus und der Eisenbahntechnik, 1874
- Die Petroleum-Industrie Oesterreich-Deutschlands, Karlsruhe 1878/79
- Die Bohrmethode mit steifem Gestänge und Freifallapparat und die Diamantröhrenbohrung (...), nebst einer kritischer Beleuchtung des Bohrapparats von W. Stoz, Klagenfurt 1878